# Ne quid nimis

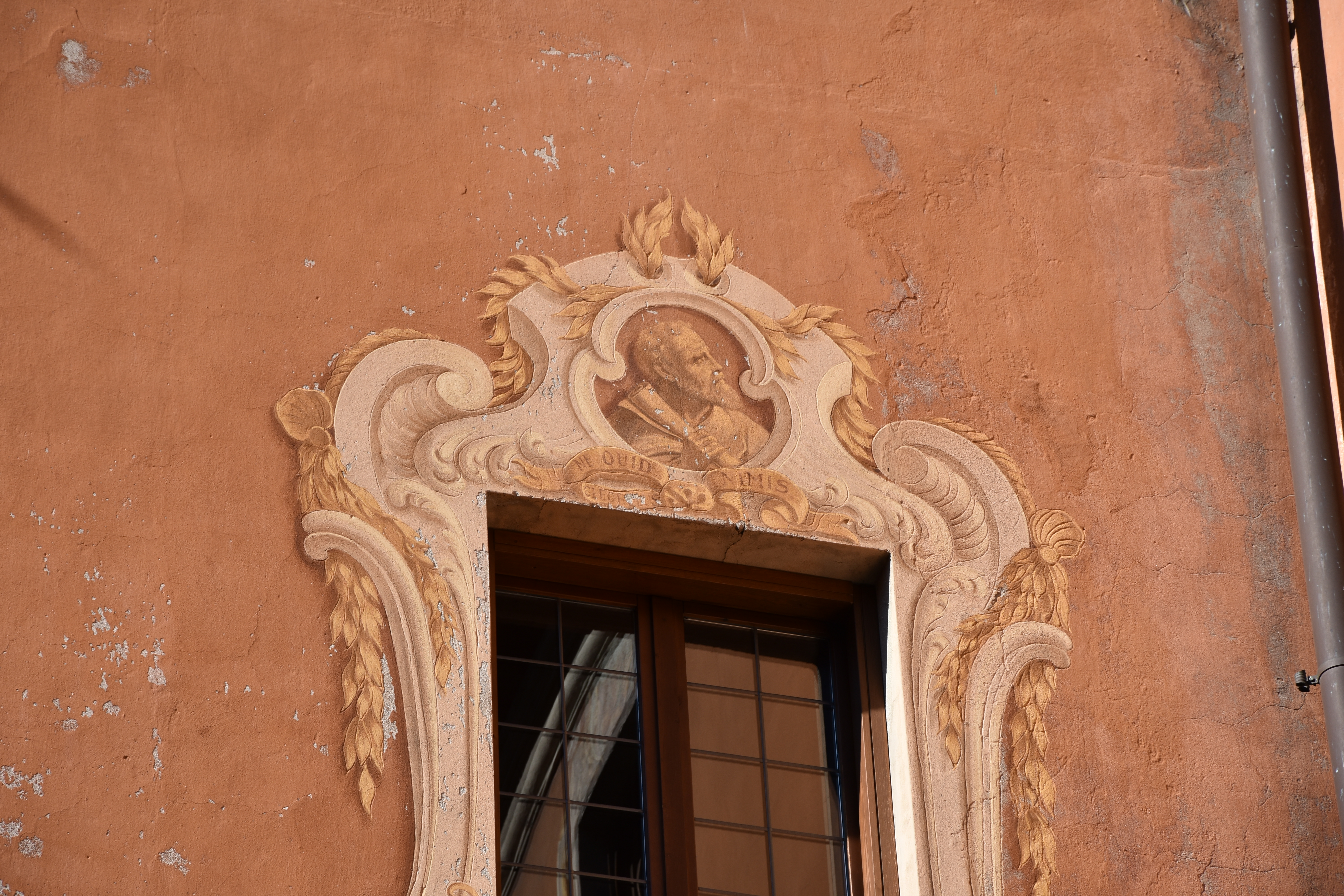
Ritratto di Cleobulo con la locuzione in un cortile del Collegio Gallio di Como

La locuzione latina Ne quid nimis, tradotta letteralmente, significa [mai] nulla di eccessivo.
Norma comportamentale che ritroviamo suggerita da Orazio nelle Odi e da Terenzio nell'Andria, e che sembra mutuata dalla iscrizione posta sul frontone del tempio di Apollo a Delfi.